# Street Fighter V
Street Fighter V (ストリートファイターV, Sutorīto Faitā Faibu) é um videojogo de luta publicado pela Capcom, que o produziu em colaboração com o estúdio Dimps. O sexto capítulo da série Street Fighter, foi lançado a 16 de Fevereiro de 2016 para Microsoft Windows e PlayStation 4. Uma versão para Linux tem lançamento previsto para o segundo trimestre de 2016.
Street Fighter V tem o mesmo estilo gráfico que o seu antecessor mas em comparação faz algumas mudanças no sistema de combate, como a "barra V", preenchida à medida que o jogador recebe danos e acrescenta três novas habilidades. Pela primeira vez na série o jogo tem um modo história, multijogador entre plataformas (versões Windows e PlayStation 4) e um novo sistema em que depois do lançamento, tanto personagens como outros conteúdos, são desenvolvidos e acrescentados ao jogo através de actualizações.
Street Fighter V foi no geral bem recebido pelos críticos da especialidade. No site de pontuações agregadas Metacritic, a versão PlayStation 4 indica "análises geralmente favoráveis". Os elogios focaram-se sobretudo nos gráficos, na diversidade de personagens, nas novas mecânicas e na jogabilidade. No entanto, foi muito criticado pelos problemas nos servidores, por bugs no software e de forma unânime sobre a falta de conteúdo aquando do lançamento, com alguns críticos a referirem-se ao jogo como "inacabado". Street Fighter V ganhou o prémio de “Melhor Jogo de Luta” nos Game Awards 2016.
De acordo com Yoshinori Ono a Capcom planeja dar suporte a Street Fighter V até pelo menos 2020.

## Enredo
A história se passa entre os eventos de Street Fighter IV e Street Fighter III.
Anos depois que ele se sacrificou para impedir M. Bison, Charlie Nash acorda em um túmulo e é instruído por uma jovem chamada Helen a recuperar um item de seu velho amigo Guile que o ajudará a destruir Bison. Enquanto isso, a organização Shadaloo inicia a "Operação C.H.A.I.N.S." lançando sete satélites artificiais em órbita conhecidos como "Luas Negras", planejando espalhar o medo e o desespero, a fonte do Psicho Power de Bison, e desviar essa energia para tornar ele e suas forças invencíveis. Rashid se infiltra na sede de Shadaloo procurando por um amigo que foi sequestrado por eles, mas é descoberto e derrotado por F.A.N.G. Este rouba um item parecido com uma peça de xadrez em posse de Rashid e o usa para detonar uma das luas negras, provocando um pulso eletromagnético em alta altitude sobre a cidade de Nova York.
Na tentativa sem sucesso de parar Bison e seus subordinados em Nova York, Guile e Chun-Li são atacados por Charlie, que tenta pegar as peças enviadas a eles antes de fugir. Charlie se reúne com Helen, que também convence Rashid e Juri a formar uma aliança com eles para recuperar as peças. Ela explica que são as chaves para controlar as Luas Negras, que foram enviadas a certas pessoas para impedir seu uso. De posse da mesma informação, Karin Kanzuki convoca guerreiros de todo o mundo para ajudar a reunir as peças antes da Shadaloo. Todos eles respondem ao chamado de Karin, exceto Ryu, que por sugestão de Ken decide treinar ainda mais, a fim de manter seu Satsui no Hadou em controle.
Enquanto os guerreiros viajam pelo mundo em busca das peças, eles são atacados repetidamente pelos membros da Shadaloo, bem como pelo antigo deus asteca Necalli, que procura devorar as almas dos lutadores mais fortes. Durante uma briga, Cammy derrota e restringe sua irmã Decapre. Sabendo que ela estava sofrendo uma lavagem cerebral pela Shadaloo, Cammy se recusa a entregar Decapre à polícia e a leva embora com a ajuda de Juri. Tendo reunido todas as peças restantes e mais aliados, os guerreiros atacam a base de Shadaloo e desativam com sucesso as Luas Negras, mas falham em derrotar as tropas de Bison e são forçados a recuar. F.A.N.G. ameaça Li-Fen, uma jovem entre os sequestrados e força a criar as Luas Negras. Ele exige que ela altere seu curso e faça com que caiam na Terra, atingindo seis cidades principais ao redor do globo em 24 horas para causar estragos e gerar o Psicho Power que eles precisam.
Ryu retorna de seu treinamento e derrota Necalli em combate, expurgando o Satsui no Hadou de si mesmo e forçando o deus a recuar permanentemente. Ele se junta a seus companheiros em um segundo ataque à base de Shadaloo. Rashid descobre que seu amigo desaparecido foi morto por F.A.N.G. há muito tempo, mas consegue parar completamente as luas negras usando uma dica que seu amigo deixou para ele. Charlie confronta Bison e falha em derrotá-lo, mas se sacrifica para drenar parte do Psicho Power de Bison, enfraquecendo-o o suficiente para Ryu destruí-lo de uma vez por todas em uma batalha final. Chun-Li pega Li-Fen, e os guerreiros evacuam a base de Shadaloo enquanto ela é destruída. As Dolls, lutadoras que sofreram  lavagem cerebral, recuperam os sentidos, enquanto Rashid recebe uma mensagem pré-gravada de seu amigo agora falecido, agradecendo por ajudar a salvar o mundo e dizendo para seguir em frente com sua vida. Enquanto isso, Helen retorna ao seu mestre, Gill (o vilão de Street Fighter III), que declara que ele devolverá a ordem ao mundo e pede a Helen, revelada como Kolin, que o siga.

## Jogabilidade

Street Fighter V introduz a "Barra-V" (em baixo, a vermelho), que dá três novas técnicas: V-Skills, V-Reversals e V-Triggers.

Street Fighter V tem o mesmo tipo de jogabilidade em deslocação lateral que os seus antecessores, na qual dois lutadores usam uma variedade de ataques e de habilidade especiais para derrotar o seu oponente. Tem a mesma barra EX introduzida em Street Fighter IV, que vai sendo preenchida à medida que o jogador vai atacando. A barra EX pode ser usada para fazer movimentos especiais ou para fazer super combos, com o nome Critical Arts.
Os Ataques Focus do jogo anterior foram removidos. Street Fighter V introduz a "Barra-V", que é preenchida à medida que o jogador vai recebendo danos; a "Barra-V" dá três novas técnicas: V-Skills, V-Reversals e V-Triggers. V-Skills são ataques especiais únicos em cada um dos personagens; Ryu, por exemplo, pode evitar um dano enquanto que M. Bison pode reflectir projecteis. Se bem executado, alguns desses ataques pode encher a barra. Os V-Reversals permite ao jogador usar uma porção da barra para contra-atacar. Por último, os V-Triggers consomem a barra inteira, e fazem uma habilidade única, como acrescentar golpes aos ataques de Chun-Li. Adicionalmente, existe ainda a barra Guard Break que se gasta enquanto se bloqueia ataques; quando está vazia o lutador fica temporariamente atordoado.
O jogo introduz arenas interativas e destrutíveis, mostrando animações especiais cada vez que o jogador é derrotado numa parte do cenário.
Em Setembro de 2015 a Capcom anunciou a Capcom Fighters Network (CFN), uma ferramenta de construção comunitária, criada para a infraestrutura online de Street Fighter V. Na CFN os jogadores podem por exemplo ver os combates que estão a decorrer no mundo inteiro através de um mapa, ver perfis e estatísticas de outros jogadores, designar "rivais" e monitorizar o seu desempenho, registar amigos e seguir os seus jogadores preferidos, procurar e ver vídeos de repetições, fazer convites para combates, ver noticias relacionadas com torneios e actualizações, etc. Adicionalmente estão ainda incluídos os modos "Tutorial", "Treino", "História", "Survival" e o "Network Battle". Pela primeira vez na série, Street Fighter V terá um modo história cinemático que será acrescentado ao jogo gratuitamente em junho de 2016.

### Personagens
Ver também: Lista de personagens da série Street Fighter
Street Fighter V possuía dezesseis personagens no lançamento, quatro dos quais são novos na série Street Fighter. Depois do lançamento, novos personagens são desenvolvidos e acrescentados ao jogo através de atualizaçoes, começando a 30 de Março de 2016 com Alex. Esses personagens, entre outros conteúdos, podem ser comprados através de dois sistemas: "Fight Money", a moeda básica que se obtém ao jogar, e o “Zenny”, a moeda que usa dinheiro real. A Capcom referiu que testou as duas moedas para equilibrar o ecossistema do jogo.
Os personagens novos estão listados a negrito:
| - Birdie - Cammy - Chun-Li - Dhalsim - F.A.N.G - Karin - Ken - Laura | - M. Bison - Nash - Necalli - R. Mika - Rashid - Ryu - Vega - Zangief |

#### Season 1 (DLC)
| - Alex - Balrog - Guile | - Ibuki - Juri - Urien |

#### Season 2 (DLC)
| - Akuma - Abigail - Ed | - Kolin - Menat - Zeku |

#### Season 3: Arcade Edition (DLC)
| - Blanka - Cody - Falke | - G - Sagat - Sakura |

Em Dezembro de 2014, juntamente com o anúncio oficial do jogo, a Capcom revelou os dois primeiros personagens para Street Fighter V: os incumbentes Ryu e Chun-Li. A 24 de Fevereiro de 2015, foi mostrado um novo vídeo que demonstra pela primeira vez a lista de movimentos de Charlie, assim como um pequeno vislumbre de M. Bison, que viria a ser formalmente revelado uns meses depois, a 19 de Maio de 2015. Em Junho de 2015 durante a E3, a Capcom mostrou mais dois personagens, Cammy e Birdie; este último que faz a sua primeira aparição desde Street Fighter Alpha 3 (1998). Ken Masters, o melhor amigo e rival de Ryu, foi anunciado a 9 de Julho de 2015 durante o San Diego Comic-Con. Necalli, que utiliza um estilo de luta animalesco, foi apresentado a 19 de Julho de 2015, durante as finais do Evolution Championship Series (EVO). Vega, o “Ninja Espanhol” narcisista introduzido em Street Fighter II foi apresentado a 3 de Agosto de 2015. Com apenas uma aparição em Street Fighter Alpha 3, a profissional de luta livre R. Mika (e Nadeshiko, a sua parceira do ringue), foi acrescentada à lista de lutadores a 27 de Agosto de 2015. Rashid, o lutador árabe que usa o parkour e o poder do vento, foi revelado a 11 de Setembro de 2015 por Yoshinori Ono na Games15, um evento de videojogos no Dubai. A criação de Rashid foi uma colaboração entre a Capcom Japan a Sony e a Pluto Games. Dias depois foi confirmado durante o Tokyo Game Show que a abastada Karin Kanzuki faz parte do lote de lutadores de Street Fighter V, depois de ter aparecido apenas em Street Fighter Alpha 3 como rival de Sakura. De acordo com a Capcom, Karin ficou em #7 na lista dos mais requisitados mundialmente e em #1 no Japão. Zangief, o wrestler russo introduzido em Street Fighter II, foi revelado a 1 de outubro de 2015. Também no mesmo dia, para desagrado do produtor Yoshinori Ono, a revista japonesa Famitsu mostrou imagens da nova personagem Laura, uma brasileira perita em jiu-jítsu brasileiro que usa a electricidade em seu benefício. Dhalsim, o indiano yogi, foi apresentado a 27 de Outubro de 2015 na conferencia de imprensa da Sony durante o Paris Games Week. Durante o PlayStation Experience, em dezembro de 2015, foi apresentado o último personagem dos dezasseis iniciais, F.A.N.G (牙, Kiba), o assassino do Shadaloo que combina ataques de longo alcance com a habilidade de usar veneno contra os adversários. Em adição foi também confirmado os primeiros seis personagens para pós-lançamento.

## Desenvolvimento
Street Fighter V foi acidentalmente revelado no YouTube a 5 de Dezembro de 2014, para logo de seguida ser retirado. Foi anunciado oficialmente um dia depois no evento PlayStation Experience em Las Vegas, com um vídeo que mostrava um combate entre os personagens Ryu e Chun-Li. Street Fighter V foi produzido com o motor Unreal Engine 4, propriedade da Epic Games. Segundo Adam Boyes da Sony, a Capcom e a Sony trabalharam em conjunto para fazerem Street Fighter V para a PlayStation 4, e clarificou que "será a única consola em que o jogo irá aparecer." Tal foi novamente reforçado pela Capcom em Junho de 2015, ao confirmar que o jogo jamais será lançado na Xbox One, em qualquer forma. Sobre a parceria entre as duas companhias, Matt Dahlgren da Capcom disse: "Parte da razão pela qual criamos a parceria com a Sony, é porque partilhamos a mesma visão sobre o potencial de crescimento dos jogos de luta. Eu diria que o aspecto chave é trabalhar connosco em executar a jogabilidade entre plataformas, esta será a primeira vez que vamos unir toda a nossa comunidade numa base de jogadores centralizada." O jogo foi produzido com a assistência do estúdio Dimps, que já tinha trabalhado noutros jogos da série como Street Fighter IV (incluindo expansões) e Street Fighter x Tekken.
De acordo com Yoshinori Ono a Capcom planeia dar suporte a Street Fighter V até pelo menos 2020.
Testes beta
A versão beta esteve aberta para todos os consumidores que fizeram a pré-reserva de Street Fighter V. A beta foca-se apenas nas funcionalidades online pelo que não haverá modo "vs" local. No entanto, inicialmente prevista para os últimos dias de Julho, a beta sofreu vários problemas nos servidores e foi colocada offline como resultado. A 14 de Agosto de 2015, a beta para PS4 foi colocada de novo online para testes internos de stress, começando os testes a nível regional a 20 e 21 de Agosto na Europa e Ásia e 25 a 26 de Agosto na América do Norte e Sul. Dias depois a Capcom anunciou que a beta seria colocada novamente online de 28 de Agosto a 2 de Setembro de 2015. A beta de Street Fighter V esteve novamente disponível de 22 a 25 de outubro de 2015, agora com cross-play entre o PC e PlayStation 4. O último teste ocorreu entre 28 e 31 de Janeiro de 2016.
Arcade Edition
Depois de inúmeros rumores, parece que "Street Fighter V: Arcade Edition" pode ser real. A Amazon norte-americana listou a nova versão do jogo de luta da Capcom com lançamento marcado para 16 de janeiro de 2018. Além da data de lançamento, a página também tem uma descrição completa da nova versão do jogo, explicando que os jogadores da edição padrão e da Arcade Edition vão jogar juntos - e o multiplayer entre plataformas de PS4 e PC continuará funcionando. Além disso, a Capcom explica que todos os DLCs continuarão sendo gratuitos para todas as versões de Street Fighter V. A Arcade Edition tem o Modo Arcade e Modo Sobrevivência - onde você pode escolher entre seis caminhos temáticos de jogos clássicos de Street Fighter - uma galeria com centenas de ilustrações, desafios com tempo limitado que desbloquearão roupas para os personagens, novos V-Triggers e uma nova interface com menus, cores e efeitos pré e pós-luta revisados.

## Lançamento
Street Fighter V foi lançado mundialmente a 16 de Fevereiro de 2016 pela Capcom para Microsoft Windows e PlayStation 4. Uma versão para Linux tem lançamento previsto para o segundo trimestre de 2016.
A 31 de Agosto de 2015 a companhia anunciou a Edição de Coleccionador para Street Fighter V. Em exclusivo para a América do Norte a edição tem incluído para além de uma cópia do jogo, uma estatueta de Ryu com 25 cm, um livro de arte com 48 páginas, uma selecção das músicas do jogo, alguma das melhores bandas desenhadas Street Fighter da companhia Udon e um mês de subscrição no canal Capcom Fighters do Twitch. Além da edição de coleccionador, a Capcom revelou fatos exclusivos para vários lutadores, como bónus pelas reservas feitas nas lojas autorizadas. Adicionalmente foi criada a edição "Dia Um", disponível somente em algumas lojas e acompanhada de um steelbook especial dedicado a Ryu e ao nível na China presente no jogo. A SCE do Japão anunciou quatro modelos PS4 dedicados a Street Fighter V, exclusivos para aquele território. Cada um destes modelos também inclui um tema para a consola ilustrado por Yusuke Murata.
A empresa Pop Culture Shock Toys criou uma estátua 1:4 de Ken, com a aparência de Street Fighter V e em três cores disponíveis.

### Promoção
A primeira demonstração pública de Street Fighter V teve lugar nas finais da Capcom Cup a 13 de Dezembro de 2014 em San Francisco. O produtor do jogo Yoshinori Ono vestiu-se como Charlie no evento para promover o personagem. Street Fighter V esteve pela primeira vez em formato jogável no evento Community Effort Orlando, nos dias 26-28 de junho de 2015. Street Fighter V teve o seu painel de discussão durante a San Diego Comic-Con. O painel, que discutiu as mais recentes novidades do jogo, ocorreu a 9 de Julho de 2015 e contou com Francis Mao da Capcom como moderador, peritos de Street Fighter e convidados especiais, incluindo Yoshinori Ono. Começando nesse mês de Julho, o jogo esteve disponível para ser jogado durante um tempo limite em vários parques Six Flags nos Estados Unidos. Também no mesmo mês, Street Fighter V teve um outro painel de discussão durante o evento de e-sports EVO 2015. Ono esteve em acções de promoção no Brasil Game Show, e no New York Comic Con.
A canção “Survivor” da banda japonesa Man With A Mission, é a image song escolhida pela Capcom para Street Fighter V.

## Média relacionada

### Mini-série
Uma minissérie de nome Street Fighter: Resurrection teve estreia em Março de 2016, produzida pela Machinima em colaboração com a Capcom. Com Charlie Nash como protagonista, a acção de Resurrection acontece dez anos depois de Street Fighter: Assassin's Fist (também da Machinima) e serve como prólogo aos eventos do jogo.

## Recepção

### Análises
Street Fighter V foi no geral bem recebido pelos críticos da especialidade. No site de pontuações agregadas Metacritic, a versão para PlayStation 4 indica "análises geralmente favoráveis". Os elogios focaram-se sobretudo nos gráficos, na diversidade de personagens, nas novas mecânicas e na jogabilidade. No entanto foi muito criticado pelos problemas nos servidores, e de forma unânime sobre a falta de conteúdo aquando do lançamento, com alguns críticos a referirem-se ao jogo como "inacabado". Os jogadores também se queixaram de problemas similares com 54% de análises negativas no Steam. Yoshinori Ono deu um pedido de desculpas público em relação aos problemas dos servidores.
Vince Ingenito do IGN elogiou muito o novo V-System, os personagens diversificados, o foco da jogabilidade no fundamental e o online. No entanto foi muito critico ao pouco conteúdo disponível só para jogador. A revista japonesa Famitsu deu a Street Fighter V a pontuação de 35/40 (10/8/8/9). Foram especialmente elogiados os controlos simples do jogo e o novo V-System, mas a revista foi muito critica em relação ao pouco conteúdo disponível para os modos de um jogador. Bruno Galvão do Eurogamer elogiou o novo V-System, os gráficos, a música e a variedade de lutadores. No entanto, criticou o fraco conteúdo disponível referindo que Street Fighter V "é brilhante quando estás dentro dos combates. Fora, as coisas não são tão robustas." sentido que o jogo não afasta a ideia de um Early Access. Mitchell Saltzman para o The Escapist deu deu 4 em 5 estrelas e escreveu que o jogo "apesar de ser incompleto em design, que o conteúdo que falta a ser libertado ao longo do ano, Street Fighter V é o mais acessível de toda a série e continua mecanicamente brilhante." Evan Narcisse do Kotaku refere que jogar Street Fighter V faz-nos sentir que estamos num local de construção onde estão a colocar as fundações, mas que apesar de ser uma base sólida, o total das partes é um pacote incompleto. Criticou muito a falta de conteúdo e as sucessivas dificuldades que teve em ligar-se aos servidores, qualificando-as como "frustrantes". Laura Kate do The Jimquisition deu a pontuação 7/10 e refere que apesar de ser um dos jogos da série mais polidos de sempre, fora dos combates é um grande excremento que ela contempla com cara de enjoada. Elogiou muito os gráficos e a jogabilidade do jogo que diz ser uma melhoria no núcleo Street Fighter. Criticou muito a falta de conteúdo e os constantes erros do servidor, referindo que nunca conseguiu jogar online nas primeiras 72 horas que esteve com o jogo. Arthur Gies e Jeff Ramos do Polygon deram a pontuação de 6.5/10, referindo que Street Fighter V foi lançado "inacabado" e é "o lançamento mais nu de um jogo Street Fighter a agraciar uma consola desde a versão Street Fighter II para SNES", muito críticos quanto à falta de conteúdo como com aquele disponível, chamando-o de “insultuoso”. No entanto, elogiaram as novas mecânicas, como o V-System, que favorecem tanto os jogadores com experiência como os novatos na série. Explicam que a Capcom construiu um grande motor para os jogos online, mas que não tem um veículo para ele, visto que a sua estabilidade e algumas opções “bizarras” acabam por estragar a experiência. Criticaram também a forma como Street Fighter V tenta dar um serviço aos fãs, mostrando o desenho das mulheres ainda mais sexualizado e cómico do que nos jogos anteriores da série, parecendo por isso um passo atrás em todas as tentativas de tornar o jogo mais acessível a um novo público. Outros críticos foram mais ásperos; a revista Slant disse que o jogo "essencialmente aponta o dedo do meio a grande parte do publico" devido à falta de conteúdo.The Guardian recusou-se dar pontuação a Street Fighter V, concluindo que o jogo é uma "catástrofe inacabada, um jogo que nos foi entregue meio cozinhado, como se fosse para cumprir prazos financeiros em vez de um artístico. Em boa consciência, hoje ninguém pode dar um julgamento definitivo ao jogo. Um coisa é certa: comprar Street Fighter V é uma aposta especulativa.".
Em entrevista com a Game Informer, Yoshinori Ono falou sobre as preocupações dos jogadores e sobre a falta de conteúdo. O responsável máximo pela série Street Fighter, confirmou que o jogo foi lançado mais cedo a pensar nas competições profissionais e que subestimaram a popularidade dos modo a solo. "Nós subestimamos a popularidade de algumas funcionalidades para um jogador. Mas estamos entusiasmados com os dois novos modos a solo - história e sobrevivência - e temos planos para continuar a refinar e expandir essas experiências," disse Ono a respeito dos conteúdos para um jogador.

### Vendas
Em Maio de 2015 a Capcom revelou que esperava vender inicialmente 2 milhões de unidades de Street Fighter V, tanto digitais como físicas. Na semana de lançamento, Street Fighter V estreou-se em segundo lugar na tabela de vendas do Reino Unido, atrás de Call of Duty: Black Ops III, vendendo menos que o seu antecessor no mesmo período de tempo. No Japão, a versão PlayStation 4 de Street Fighter V vendeu cerca de 42,000 unidades, estreando-se em quarto lugar na tabela de vendas daquele pais. De acordo com o NPD Group, Street Fighter V foi o sétimo jogo mais vendido nos Estados Unidos durante o mês de Fevereiro de 2016.

### Prémios
Street Fighter V ganhou o prémio de “Melhor Jogo de Luta” nos Game Awards 2016.

## Torneio
Street Fighter V para a edição de 2016 do Evolution Championship Series bateu o recorde de mais de três mil participantes inscritos para um único jogo em apenas quatro dias.